# Varsseveld (gemeente)
De gemeente Varsseveld in de Gelderse Achterhoek bestond van 1 januari 1812 tot 1 januari 1818.
Op 1 januari 1812 werd de voormalige Heerlijkheid Wisch opgedeeld in de gemeenten Varsseveld en Terborg. Op 1 januari 1818 werden deze gemeenten samengevoegd tot het schoutambt Wisch, dat vanaf 1825 werd voortgezet als de gemeente Wisch.
Gemeente Varsseveld heeft twee burgemeesters gekend: Abraham Hesselink in de tijdvakken 1812-1814 en 1816-1817, en Jan Becking in het tussenliggende tijdvak (1814-1815).

## Vorming van de gemeente

### Voorgeschiedenis
De bannerheerlijkheid Wisch (Terborg) en het kerspel Varsseveld/Silvolde waren van oudsher twee gescheiden gebiedsdelen, als leengoederen van de hertogen van Gelre respectievelijk de Heer van Blankenberg. Beide delen werden sinds circa 1330 in personele unie bestuurd door de heren van Wisch. De inval van de Fransen in 1795 had aanvankelijk geen gevolgen voor het bestuur van de heerlijkheid Wisch: het bleef in handen van de gelijknamige heren en van hun drost en richter mr. Jan Arnold Nering Bögel.

### Oprichting gemeente
Bij decreet van 9 juli 1810 werd het Koninkrijk Holland door Napoleon ingelijfd bij Frankrijk. Hierdoor werd ook het bestuur op Franse leest geschoeid. In 1810 werd de heerlijkheid Wisch vervangen door de burgerlijke gemeente (mairie) Terborg. Met ingang van 1 januari 1812 werd het kerspel Varsseveld, met haar buurtschappen, hiervan afgescheiden en tot zelfstandige mairie verheven.

### Kadastrale indeling

Kadastrale kaart Varsseveld 1828 (verzamelplan - Sectie A t/m H)

Vanaf 1810 werd het grondgebied in kaart gebracht, met daarbij een overzicht van gegevens over het soort perceel, de eigenaren en de oppervlakte. De nieuwe gemeente werd verdeeld in acht secties:
- Sectie A - Heelweg ten Oosten
- Sectie B - Varsseveld
- Sectie C - Sinderen
- Sectie D - Binnen Heurne
- Sectie E - Westendorp ten Zuiden
- Sectie F - Westendorp ten Noorden
- Sectie G - het Lanker
- Sectie H - Heelweg ten Westen

## Opheffing van de gemeente
In november 1813 werd Nederland bevrijd van de Fransen, maar de gemeentelijke indeling werd gehandhaafd. Aan de zelfstandigheid van de gemeenten Varsseveld en Terborg kwam echter per 1 januari 1818 een einde: het op die datum ingevoerde Reglement voor het platteland van de provincie Gelderland verenigde beide gemeenten tot één schoutambt met aan het hoofd een schout. Het Reglement van 1825 bepaalde dat schoutambten vanaf dat jaar werden aangeduid als gemeenten, met aan het hoofd een burgemeester. In 1818 werd het grondgebied van de vroegere hoogheid Wisch dus in bijna geheel haar oude omvang hersteld. Een poging in 1821 door enkele gemeenteraadsleden om opnieuw een splitsing in twee gemeenten te verkrijgen, mislukte, doordat Gedeputeerde Staten van de provincie Gelderland een desbetreffend verzoek van de hand wezen.